# Elecciones municipales de 2023 en la provincia de Barcelona
Las elecciones municipales de 2023 en la provincia de Barcelona se celebraron en Barcelona el domingo 28 de mayo, de acuerdo con el Real Decreto de convocatoria de elecciones locales en España dispuesto el 3 de abril de 2019 y publicado en el Boletín Oficial del Estado el 4 de abril. Se eligieron los 3782 concejales de los plenos de los 311 municipios de la provincia, a través de un sistema proporcional (método d'Hondt), con listas cerradas y un umbral electoral del 5%.

## Resultados electorales
| Candidatura | Candidatura                                     | Votos   | %       | Concejales | Concejales |
| Candidatura | Candidatura                                     | Votos   | %       | Total      | +/-        |
| ----------- | ----------------------------------------------- | ------- | ------- | ---------- | ---------- |
|             | Partido de los Socialistas de Cataluña (PSC-CP) | 571.906 | 25,72 % | 868        | 72         |
|             | Junts per Catalunya (Junts-CM)                  | 356.788 | 16,05 % | 845        | 27         |
|             | Esquerra Republicana de Catalunya (ERC-AM)      | 332.412 | 14,95 % | 984        | 194        |
|             | Catalunya en Comú (CeC-C)                       | 243.065 | 10,93 % | 179        | 10         |
|             | Partido Popular de Cataluña (PPC)               | 211.593 | 9,51 %  | 142        | 104        |
|             | Vox (Vox)                                       | 120.213 | 5,40 %  | 82         | 82         |
|             | Candidatura de Unidad Popular (CUP-AMUNT)       | 93.675  | 4,21 %  | 152        | 23         |
|             | Otras Candidaturas                              | 355.595 | 13,23 % | 530        |            |

### Resultados en municipios con más de 60.000 habitantes
|  | 22,42 % |

|  | 19,79 % |

|  | 19,77 % |

|  | 11,22 % |

|  | 9,21 % |

|  | 5,70 % |

|  | 38,39 % |

|  | 12,77 % |

|  | 12,02 % |

|  | 10,27 % |

|  | 9,82 % |

|  | 33,46 % |

|  | 20,91 % |

|  | 10,49 % |

|  | 7,56 % |

|  | 7,16 % |

|  | 6,56 % |

|  | 55,73 % |

|  | 14,62 % |

|  | 7,61 % |

|  | 6,96 % |

|  | 6,08 % |

|  | 46,07 % |

|  | 11,05 % |

|  | 10,31 % |

|  | 8,13 % |

|  | 7,25 % |

|  | 6,54 % |

|  | 5,86 % |

|  | 33,22 % |

|  | 14,79 % |

|  | 12,56 % |

|  | 9,26 % |

|  | 8,64 % |

|  | 7,37 % |

|  | 5,41 % |

|  | 51,34 % |

|  | 14,90 % |

|  | 7,59 % |

|  | 6,74 % |

|  | 6,62 % |

|  | 28,21 % |

|  | 12,37 % |

|  | 11,18 % |

|  | 10,61 % |

|  | 8,75 % |

|  | 6,24 % |

|  | 5,89 % |

|  | 43,39 % |

|  | 12,92 % |

|  | 10,02 % |

|  | 9,62 % |

|  | 8,37 % |

|  | 48,43 % |

|  | 11,78 % |

|  | 8,01 % |

|  | 7,52 % |

|  | 6,27 % |

|  | 31,28 % |

|  | 16,95 % |

|  | 11,00 % |

|  | 8,68 % |

|  | 7,96 % |

|  | 7,38 % |

|  | 7,29 % |

|  | 23,74 % |

|  | 20,03 % |

|  | 14,34 % |

|  | 9,55 % |

|  | 8,74 % |

|  | 6,48 % |

|  | 6,15 % |

|  | 36,84 % |

|  | 10,56 % |

|  | 9,38 % |

|  | 9,10 % |

|  | 7,59 % |

|  | 6,65 % |

|  | 6,59 % |

|  | 42,11 % |

|  | 15,19 % |

|  | 10,79 % |

|  | 10,62 % |

|  | 8,21 % |

|  | 5,02 % |

|  | 38,12 % |

|  | 19,04 % |

|  | 10,69 % |

|  | 9,89 % |

|  | 8,44 % |

|  | 32,00 % |

|  | 22,06 % |

|  | 10,10 % |

|  | 7,95 % |

|  | 7,92 % |

|  | 7,28 % |

|  | 6,22 % |

|  | 41,03 % |

|  | 12,10 % |

|  | 11,71 % |

|  | 6,74 % |

|  | 6,40 % |

|  | 5,68 % |

### Resultados en municipios con más de 20.000 habitantes
|  | 46,63 % |

|  | 6,08 % |

|  | 13,44 % |

|  | 6,15 % |

|  | 6,35 % |

|  | 7,71 % |

|  | 5,83 % |

|  | 42,94 % |

|  | 5,10 % |

|  | 16,67 % |

|  | 12,35 % |

|  | 6,82 % |

|  | 6,63 % |

|  | 9,47 % |

|  | 29,77 % |

|  | 14,58 % |

|  | 5,45 % |

|  | 12,76 % |

|  | 19,92 % |

|  | 40,06 % |

|  | 6,86 % |

|  | 15,84 % |

|  | 8,22 % |

|  | 6,82 % |

|  | 6,63 % |

|  | 43,65 % |

|  | 6,75 % |

|  | 13,36 % |

|  | 9,73 % |

|  | 13,17 % |

|  | 6,17 % |

|  | 33,33 % |

|  | 8,27 % |

|  | 16,77 % |

|  | 14,54 % |

|  | 8,81 % |

|  | 6.97 % |

|  | 7,73 % |

|  | 21,98 % |

|  | 40,21 % |

|  | 14,35 % |

|  | 12,01 % |

|  | 30,08 % |

|  | 20,94 % |

|  | 20,94 % |

|  | 5,63 % |

|  | 11,10 % |

|  | 38,53 % |

|  | 8,64 % |

|  | 6,57 % |

|  | 9,51 % |

|  | 25,13 % |

|  | 43,31 % |

|  | 14,72 % |

|  | 7,94 % |

|  | 13,26 % |

|  | 10,17 % |

|  | 28,65 % |

|  | 17,76 % |

|  | 22,25 % |

|  | 8,04 % |

|  | 6,88 % |

|  | 7,77 % |

|  | 49,23 % |

|  | 5,74 % |

|  | 10,87 % |

|  | 12,45 % |

|  | 6,35 % |

|  | 6,09 % |

|  | 29,41 % |

|  | 9,26 % |

|  | 8,62 % |

|  | 5,08 % |

|  | 8,39 % |

|  | 6.98 % |

|  | 22,75 % |

|  | 51,02 % |

|  | 11,88 % |

|  | 6,59 % |

|  | 12,27 % |

|  | 5,0 % |

|  | 14,76 % |

|  | 17,13 % |

|  | 15,22 % |

|  | 8,49 % |

|  | 6,59 % |

|  | 5,93 % |

|  | 6,51 % |

|  | 17,15 % |

|  | 9,32 % |

|  | 64,75 % |

|  | 5,85 % |

|  | 12,05 % |

|  | 17,72 % |

|  | 28,54 % |

|  | 14,30 % |

|  | 9,14 % |

|  | 13,28 % |

|  | 7,64 % |

|  | 5,10 % |

|  | 51,96 % |

|  | 8,77 % |

|  | 17,73 % |

|  | 5,57 % |

|  | 7,14 % |

|  | 35,47 % |

|  | 31,62 % |

|  | 8,70 % |

|  | 8,64 % |

|  | 27,79 % |

|  | 40,22 % |

|  | 5,11 % |

|  | 6,48 % |

|  | 5,99 % |

|  | 9,41 % |

|  | 34,81 % |

|  | 6,29 % |

|  | 21,53 % |

|  | 9,35 % |

|  | 18,25 % |

|  | 16,88 % |

|  | 17,21 % |

|  | 36,44 % |

|  | 6,65 % |

|  | 6,57 % |

|  | 6,19 % |

|  | 47,81 % |

|  | 11,77 % |

|  | 15,32 % |

|  | 7,40 % |

|  | 6,34 % |

|  | 26,40 % |

|  | 8,99 % |

|  | 17,96 % |

|  | 7,17 % |

|  | 22,69 % |

|  | 7,27 % |

|  | 7,10 % |

|  | 16,80 % |

|  | 14,73 % |

|  | 25,61 % |

|  | 5,53 % |

|  | 17,29 % |

|  | 7,82 % |

|  | 32,46 % |

|  | 10,89 % |

|  | 11,90 % |

|  | 9,68 % |

|  | 9,32 % |

|  | 5,72 % |

|  | 6,21 % |

|  | 7,75 % |

|  | 14,68 % |

|  | 36,00 % |

|  | 11,72 % |

|  | 7,09 % |

|  | 22,06 % |

|  | 17,06 % |

|  | 31,47 % |

|  | 17,27 % |

|  | 9,53 % |

|  | 13,23 % |

|  | 28,97 % |

|  | 32,95 % |

|  | 11,30 % |

|  | 7,67 % |

|  | 7,00 % |

|  | 13,70 % |

|  | 21,19 % |

|  | 27,45 % |

|  | 6,69 % |

|  | 8,01 % |

|  | 6,43 % |

|  | 7,79 % |

|  | 39,45 % |

|  | 9,93 % |

|  | 8,68 % |

|  | 8,43 % |

|  | 7,16 % |

|  | 7,27 % |

|  | 5,40 % |

|  | 9,95 % |

|  | 15,02 % |

|  | 29,40 % |

|  | 16,55 % |

|  | 7,56 % |

|  | 12,90 % |

|  | 7,02 % |

|  | 28,62 % |

|  | 20,74 % |

|  | 15,85 % |

|  | 8,29 % |

|  | 9,53 % |

|  | 15,37 % |

|  | 30,86 % |

|  | 8,22 % |

|  | 31,30 % |

|  | 11,33 % |

|  | 26,86 % |

|  | 18,06 % |

|  | 22,33 % |

|  | 15,04 % |

|  | 5,60 % |

|  | 32,33 % |

|  | 33,65 % |

|  | 8,49 % |

|  | 14,86 % |

|  | 15,72 % |

|  | 25,43 % |

|  | 22,89 % |

|  | 6,03 % |

|  | 9,22 % |

|  | 9,35 % |

- S/R: No consigue representación debido a que no logra superar el 5% de barrera electoral.